# Riksväg 98
De Zweedse rijksweg 98 is gelegen in de provincie Norrbottens län. Het is een verbindingsweg tussen het stedelijk gebied rondom Överkalix en de plaats Övertorneå aan de grens met Finland, die hier gevormd wordt door de Torne.
De 50-kilometer lange weg loopt dwars op talloze rivieren die ter plaatse noord-zuid stromen. Behalve begin- en eindpunt zijn er geen plaatsen met veel inwoners langs het traject. Voorheen had de weg de aanduiding 391.
Vanuit Övertorneå kan men de Torne oversteken naar een kruising 5 km ten noorden van Ylitornio in Finland via voorheen de Zweedse weg 401; echter bij de omnummering in 1992 werd dat kleine stukje weg tot de brug bij de Rijksweg 98 getrokken.

## Kruisingen van de Rijksweg 98
- E10 bij Nybyn:
  - noordwestwaarts: Gällivara, Kiruna
  - zuidwaarts: Töre
- Länsväg 392 bij Nybyn:
  - noordwaarts: Pajala
- Riksväg 99 bij Övertorneå:
  - noordwaarts: Kaaresuvanto
  - zuidwaarts: Haparanda
- Europese weg 8 of Finse weg 21 bij Aavasaksa op de Finse oever van Torne:
  - noordwaarts: Kilpisjärvi
  - zuidwaarts: Ylitornio en Tornio
- Finse weg 930
  - oostwaarts: Muurola.

## Trivia
- Övertorneå wordt in Finland soms aangegeven met Ylitornio Ruotsi.
- het Zweedse Övertorneå en het Finse Ylitornio liggen niet tegenover elkaar aan de oevers van de Torne.

Europese wegen:
E4 · E6 · E10 · E12 · E14 · E16 · E18 · E20 · E22 · E45 · E65
Riksvägar:
9 · 11 · 13 · 15 · 17 · 19 · 21 · 23 · 24 · 25 · 26 · 27 · 28 · 29 · 30 · 31 · 32 · 34 · 35 · 37 · 40 · 41 · 42 · 44 · 46 · 47 · 49 · 50 · 51 · 52 · 53 · 55 · 56 · 57 · 61 · 62 · 63 · 66 · 68 · 69 · 70 · 72 · 73 · 75 · 76 · 77 · 83 · 84 · 86 · 87 · 90 · 92 · 94 · 95 · 97 · 98 · 99